# Atypus affinis
Atypus affinis Eichwald, 1830 è un ragno appartenente alla famiglia Atypidae.
Il nome deriva dal greco ᾶ-, àlfa-, con valore di negazione della parola seguente, e τύπος, typos, cioè forma, immagine, tipo, ad indicarne la forma atipica a causa della sproporzione dei cheliceri e delle filiere.
Il nome proprio deriva dal latino affinis, cioè somigliante, non ne è chiaro il motivo.

## Caratteristiche
I maschi di questa specie hanno una lunghezza del corpo, compresi i cheliceri, che varia da 7 a 9 millimetri, mentre le femmine, più massicce, spaziano dai 10 ai 15 millimetri. Hanno le zampe corte di color grigio-oliva lucido e l'opistosoma piuttosto massiccio di color bruno rossastro; possiedono tre segmenti tarsali nelle zampe sprovviste di artiglio. Hanno enditi ben sviluppati nei lobi mediani. Il labium si fonde con lo sterno, gli occhi sono strettamente addensati e possiede sei filiere.

## Comportamento
Il morso è alquanto velenoso, è un ragno molto adattabile e preda un numero significativo di insetti. Vive spesso in colonie e se disturbato morde con facilità.
Come tutti i ragni del genere Atypus, anche questa specie vive in un tubo setoso parallelo al terreno, per una ventina di centimetri circa seppellito e per altri 8 centimetri fuoriuscente. Il ragno resta in agguato sul fondo del tubo: quando una preda passa sulla parte esterna, le vibrazioni della tela setosa allertano il ragno che scatta e la trafigge, per poi rompere la sua stessa tela, portarsi la preda nella parte interna e cibarsene.. 

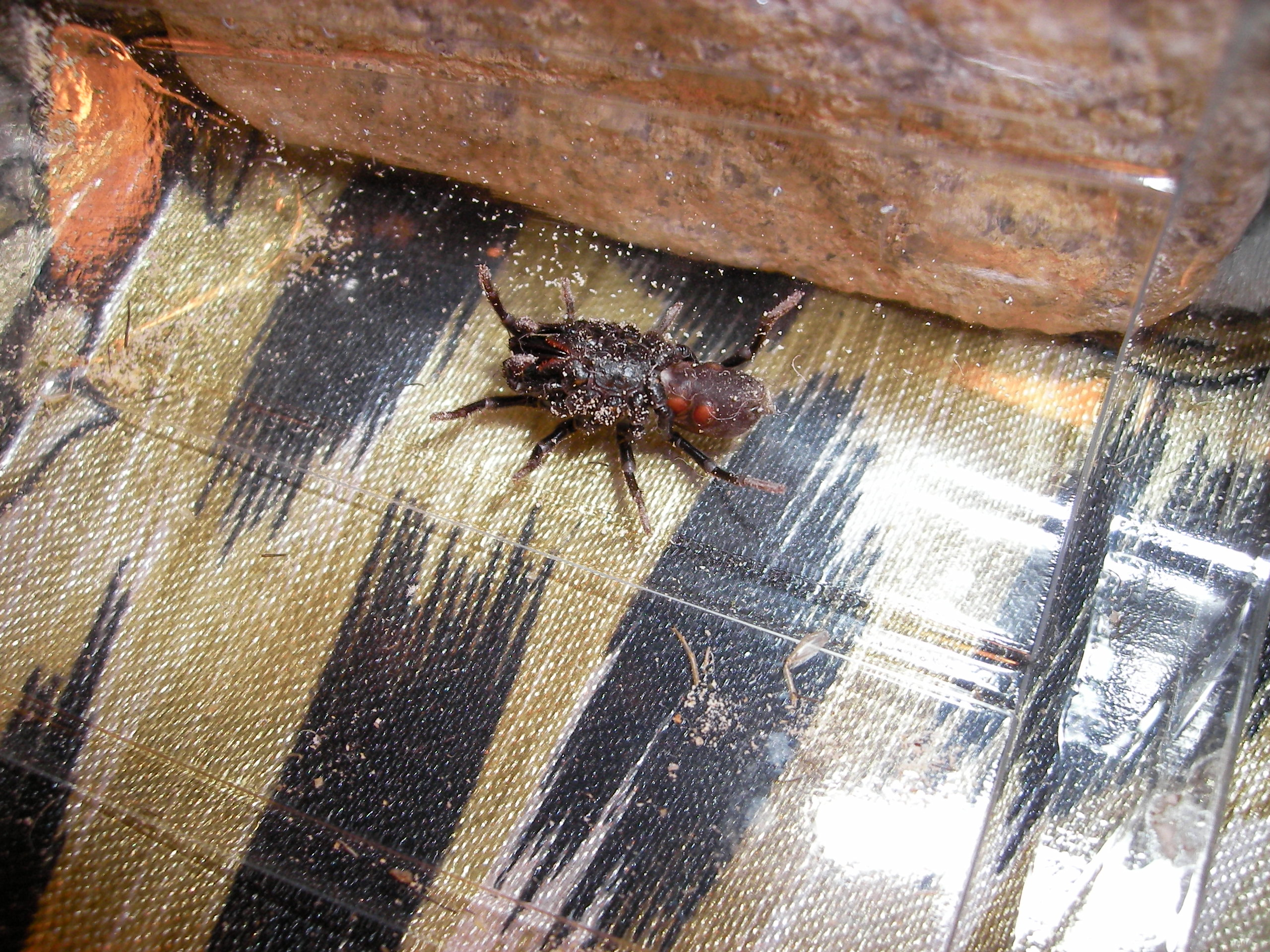
Atypus affinis, parte ventrale

## Habitat
Predilige zone di clima temperato, soprattutto praterie, terre arbustive, pascoli e anche zone sabbiose, che consentono di mimetizzare molto bene il tubo setoso.

## Rapporti con l'uomo
I contadini dei Carpazi adoperano i tubi-trappola che costruiscono come tana questi ragni, tagliandoli longitudinalmente, per coprire le ferite ed accelerarne la guarigione; le loro ragnatele presentano, infatti, notevoli proprietà antisettiche, probabilmente perché costituite da proteine e si amalgamano con i bordi della ferita aiutandone la chiusura.

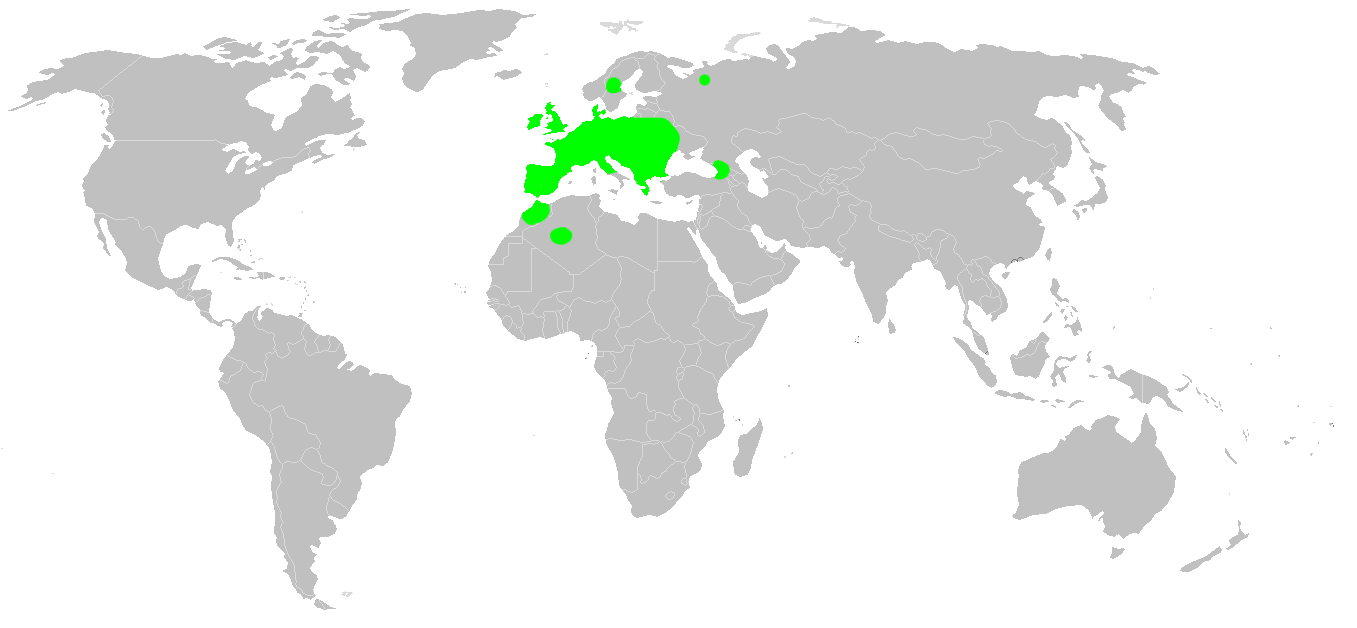
Atypus affinis, distribuzione

## Distribuzione
Diffusa in tutta l'Europa continentale fino a parte dell'Ucraina e della Bielorussia, ad eccezione dell'Italia meridionale; in Gran Bretagna e Irlanda; in buona parte del Marocco e nelle zone interne dell'Algeria; rinvenuta anche nella Georgia, nella Svezia centrale e in alcune zone delle Russia.